# Chinaklimaat

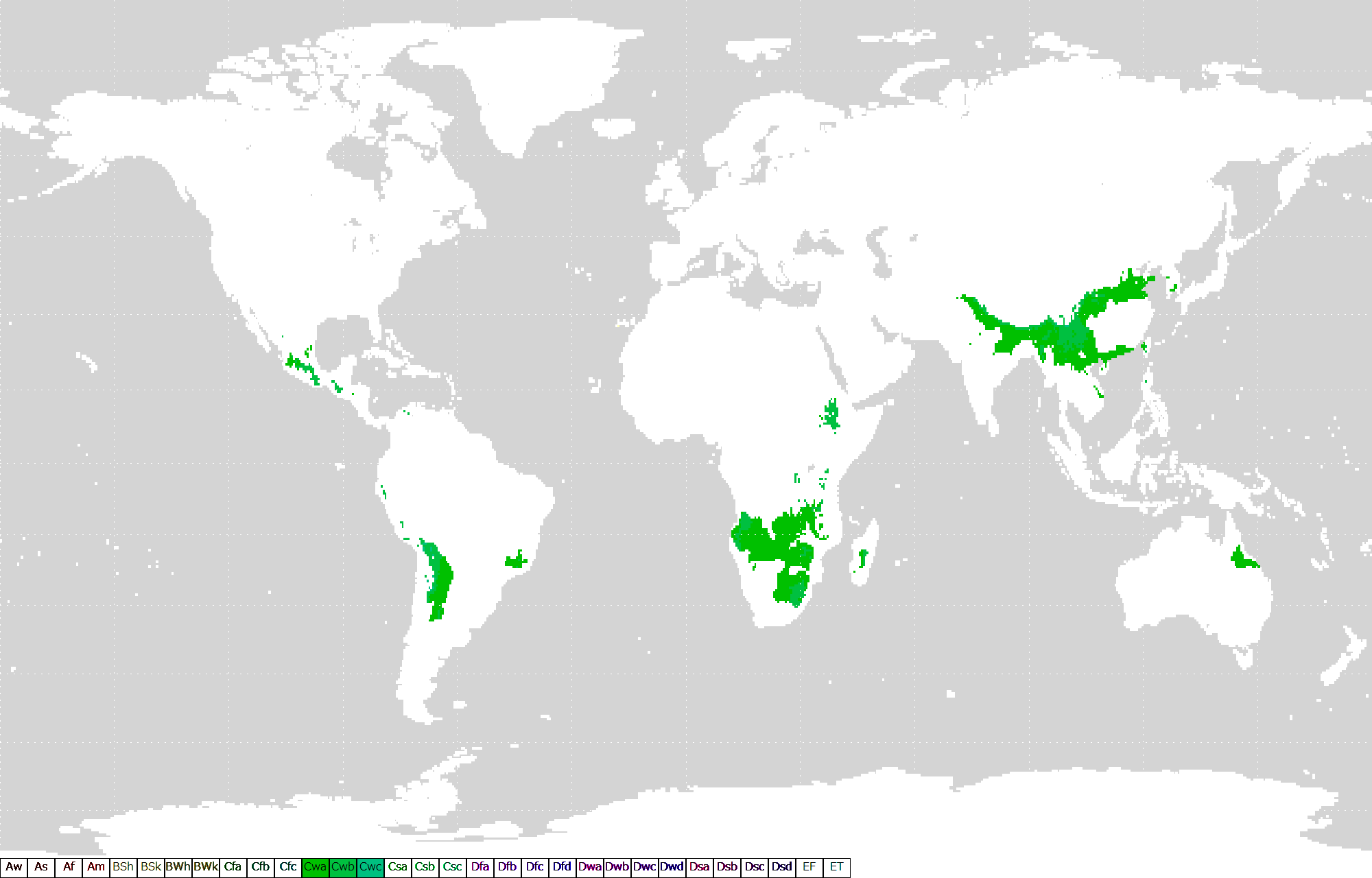
Schematische kaart van gebieden met een chinaklimaat (Cw)

Een chinaklimaat is volgens de klimaatclassificatie van Köppen een gematigd klimaat met natte zomers en staat bekend als het Cw-klimaat. Een klimaat is een chinaklimaat wanneer de natste maand in de zomer ten minste gemiddeld tienmaal zoveel neerslag heeft als de droogste maand in de winter en, zoals alle gematigde klimaten, de gemiddelde maandtemperatuur van de koudste maand tussen -3 °C en 18 °C ligt en ten minste één maand per jaar een gemiddelde temperatuur heeft van 10 °C of meer.

## Kenmerken
Door de lange en zeer natte zomers is het chinaklimaat goed geschikt voor het op grote schaal verbouwen van gewassen, zoals rijst. Door dit geschikte klimaat en de grootschalige rijstproductie staat het Sichuanbekken in China bekend als de graanschuur van China.

## Verspreiding
Ondanks de naam "chinaklimaat" komt het klimaat niet alleen maar in China voor, waar het trouwens ook niet overal voorkomt. Het klimaat komt verder voor in onder andere Noord-India, delen van het zuiden van Brazilië, Paraguay en andere delen van zuidelijk Zuid-Amerika, en delen van Zuidelijk Afrika.

## Verdere onderverdeling volgens Köppen

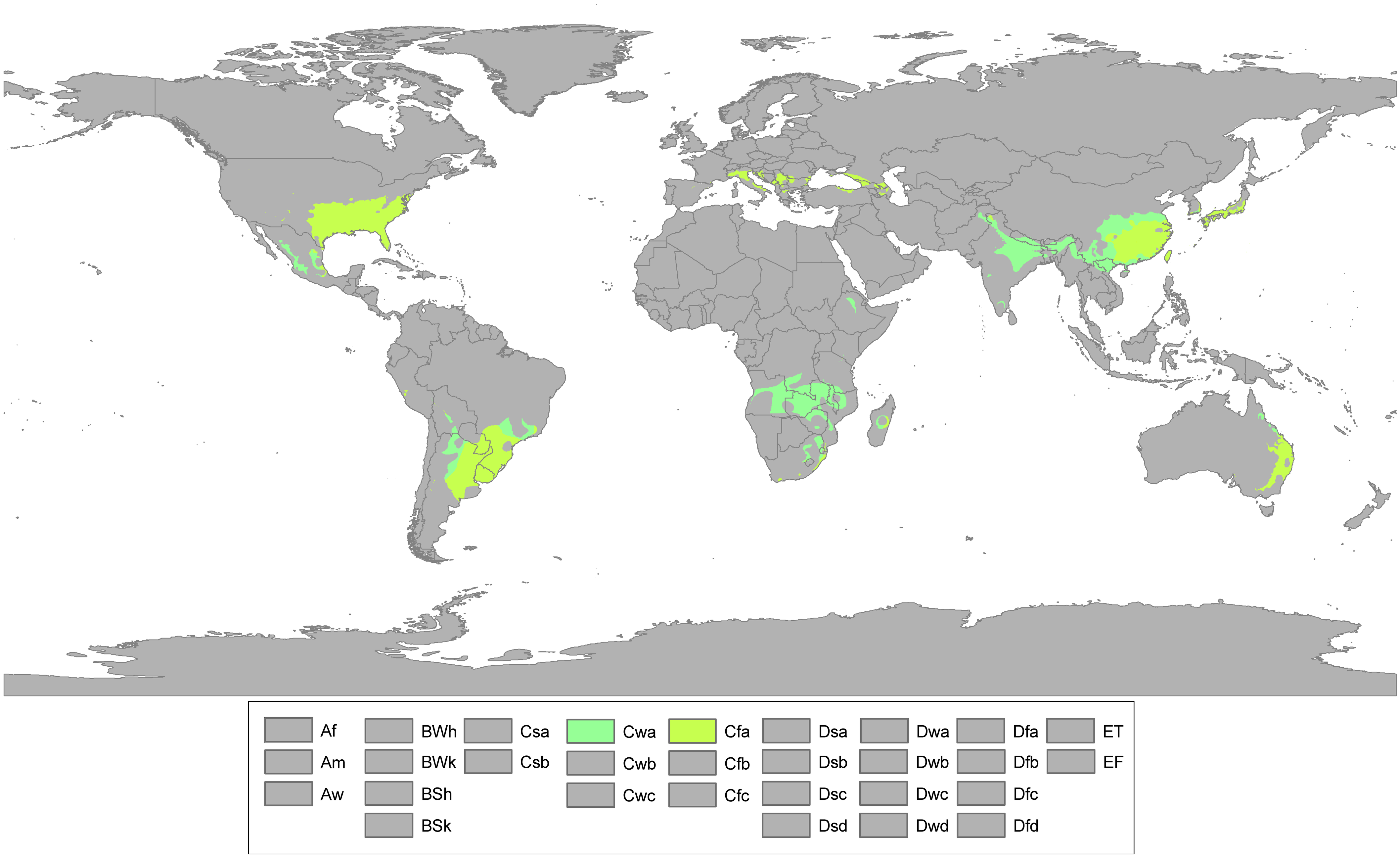
Voorkomen van het warm chinaklimaat (Cwa)

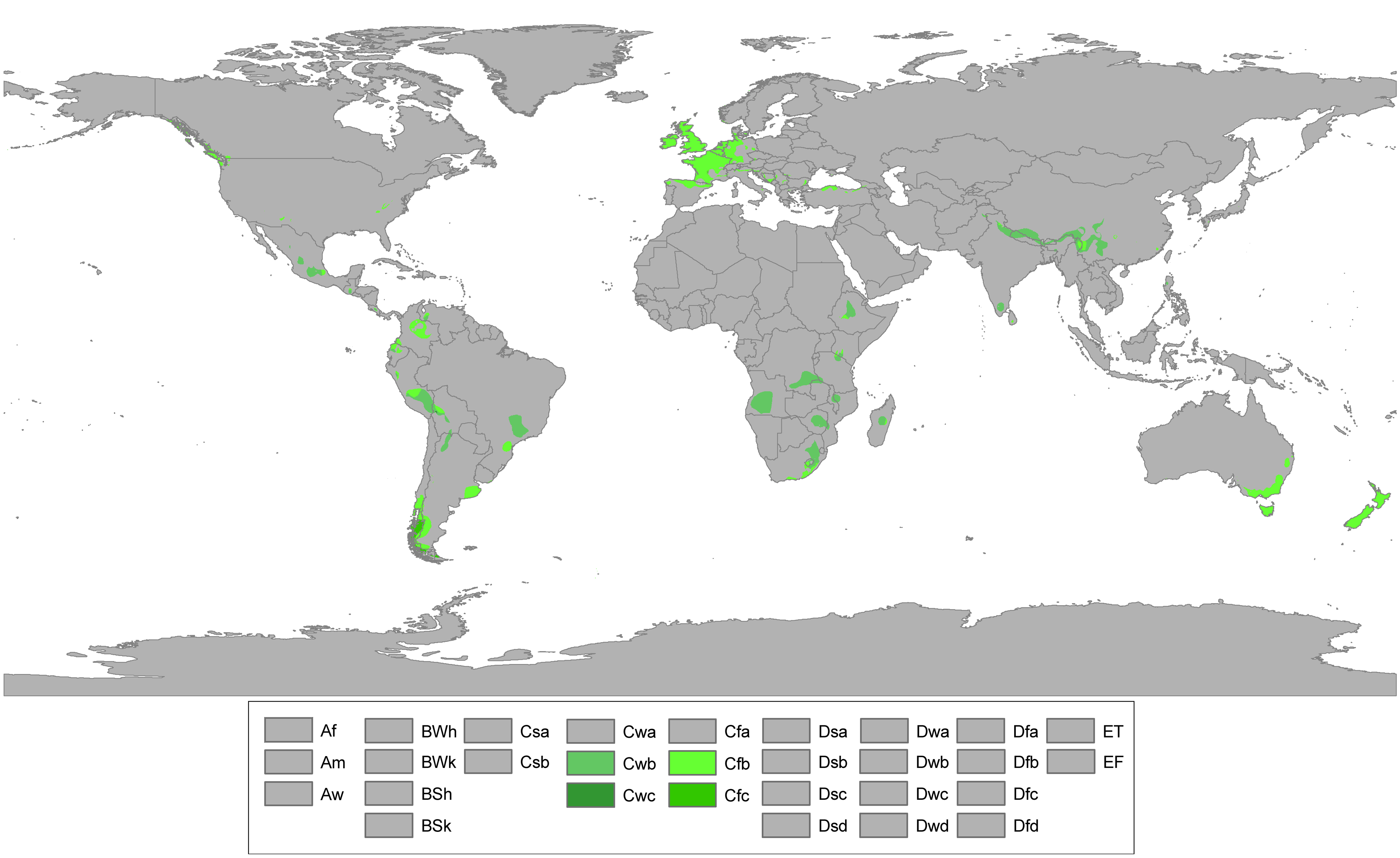
Voorkomen van het gematigd chinaklimaat (Cwb)

- Cwa: warm chinaklimaat; de warmste maand van het jaar heeft een gemiddelde maandtemperatuur van ten minste 22 °C. Dit klimaat geldt voor de meeste plekken waar een chinaklimaat heerst en wordt ook weleens het gematigd savanneklimaat genoemd (in tegenstelling tot het tropisch savanneklimaat). Dit klimaat is een van de twee vochtige subtropische klimaten (tezamen met het warm zeeklimaat). Het warm chinaklimaat komt onder andere voor in China (Sichuanbekken), Zambia, Noordoost-India en het noorden van Viëtnam.
- Cwb: gematigd chinaklimaat; de warmste maand van het jaar heeft een gemiddelde maandtemperatuur van minder dan 22 °C. Dit klimaat is zeldzamer en komt voor op enkele hogere delen waar een chinaklimaat heerst. Een andere naam voor dit klimaat is het subtropisch hooglandklimaat. Voorbeelden zijn Yunnan in China, rond de Drakensbergen in zuidoostelijk Afrika, rond Addis Abeba en in de Siwaliks (aan de zuidkant van de Himalaya).